# دیره
 بر دیره  شهر دبی(یا با املاء مجعول دوبی) توسط پیش آمدگی خلیج فارس به داخل خشکی که مشابه رودخانه‌است و خور نامیده می‌شود به دو سو تقسیم شده.
سوی شرقی این تقسیم که قسمت قدیمی شهر است،  بر دیره  نامیده می‌شود، اما قسمت جدید تر به  بر دبی  مشهور است.